# Neue Moschee (Oral)
Die Regionale Zentralmoschee Oral (kasachisch Орал облыстық орталық мешіті Oral oblystyq ortalyq meşıtı, russisch Уральская областная центральная мечеть) ist die größte Moschee in der kasachischen Stadt Oral. Sie wurde nach zwei Jahren Bauzeit im November 2005 eröffnet und bietet Platz für 1500 Gläubige.

## Geschichte
Den Grundstein für den Bau der Moschee legten am 15. September 2003 der Imam der Moschee, der Bürgermeister von Oral und der Gouverneur des Gebietes Westkasachstan. Die Bauarbeiten begannen 2004. Die Eröffnung der Moschee fand im November 2005 am ersten Tag des Eid al-Fitr, dem Fest des Fastenbrechens, statt. Die Baukosten für das Projekt betrugen rund 450 Millionen Tenge. Die Finanzierung der Moschee übernahmen die beiden kasachischen Mineralölunternehmen Mangghystaumunaigas und KazMunayGas. Auch mit Hilfe ausländischer Gelder und eines dafür eingerichteten Fonds wurde der Bau finanziert.

## Beschreibung
Die Moschee ist 15 Meter hoch und 10 Meter breit. Der Eingang befindet sich an der nordöstlichen Seite hin zur Straße und ist durch ein großes Portal mit Spitzbogen gekennzeichnet. Dieses ist mit islamischen Ornamenten verziert. Die beiden Minarette, die auf der nordöstlichen Seite des Daches aufragen, sind jeweils 41 Meter hoch. Sie haben eine quadratische und sechseckige Außenseite, sind weiß gestrichen und mit Mosaiken verziert. Die große Glaskuppel ist sieben Meter hoch und wurde aus Deutschland geliefert. Die Moschee ist auf allen vier Seiten von insgesamt 20 Säulen umgeben.
Im Innenraum verfügt sie über zwei Stockwerke. Im Erdgeschoss befindet sich eine große Halle als Gebetsraum für Männer, im Obergeschoss gibt es einen eigenen Gebetsraum für Frauen.